# Bo en Monica
Bo en Monica is een Nederlandse voormalige meidengroep die bekend werd door het nummer Gonna Be a Star.

## Biografie
Bo en Monica bestond uit Noi Pakon (Bo) en Ingrid Jansen (Monica). De naam van de band komt voort uit de personages die de twee spelen in de televisieserie TopStars. In april 2006 brachten ze hun eerste single Gonna Be a Star uit, gevolgd door This Is How We Party in augustus. Laatstgenoemde werd ondersteund door een reclamecampagne op tv.
Jansen was te zien in de danstalentenjacht Dancing Queen op SBS6 als een van de kandidaten. Later presenteerde ze Kids Club op Net5 en was ze jurycoach in AVRO Junior Dance. Pakon ontwikkelde zich uiteindelijk verder als (achtergrond)danseres in musicals en tv-programma's.

## Discografie
| Single met eventuele hitnotering(en) in de Nederlandse Top 40 | Datum van verschijnen | Datum van binnenkomst | Hoogste positie | Aantal weken | Opmerkingen        |
| ------------------------------------------------------------- | --------------------- | --------------------- | --------------- | ------------ | ------------------ |
| Gonna be a star                                               | 31-3-2006             | 15-4-2006             | 10              | 5            | #4 in Mega Top 100 |
| This is how we party                                          | 25-8-2006             | 2-9-2006              | tip             |              |                    |
| Please Please Santa                                           | 2006                  | 23-12-2006            | 32              | 2            |                    |